# Сеттон, Кеннет
Кеннет Мейер Сеттон (англ. Kenneth M. (Meyer) Setton; 17 июня 1914, Нью-Бедфорд, Массачусетс — 18 февраля 1995, Принстон, Нью-Джерси) — американский историк-медиевист, специализировавшийся на крестовых походах. Доктор. Лауреат стипендии Гуггенхайма и других наград.

## Биография
Кеннет рос в сложной семье. Уже в возрасте 13 лет он отправился на заработки, однако это не помешало ему начать учиться. В 1936 году он получил степень бакалавра гуманитарных наук в Бостонском университете. Два года спустя он стал магистром гуманитарных наук, а в 1941 году получил степень PhD в Колумбийском университете, защитив диссертацию под руководством Линна Торндайка. Кроме этого он получил несколько почётных степеней, в том числе от Бостонского и Кильского университетов. По мнению Кеннета, быть учёным значило быть полиглотом, он свободно владел французским, итальянским, немецким и каталанским языками. Его любимыми же были древнегреческий и латынь.
Кеннет начинал работу в Бостонском и Манитобском университете. В 1950—1965 годах трудился в Пенсильванском. В 1965—1968 году он был директором Института гуманитарных исследований при Висконсинском университете в Мадисоне, а в дальнейшем работал в Институте перспективных исследований в Принстоне. Член Американского философского общества (1952).
Наиболее известными работами учёного стали классические «The Papacy and the Levant» и «A History of the Crusades», многотомные работы, посвящённые крестовым походам. За первую Американская академия медиевистики удостоила его медали Хаскинса в 1980 году. Статья Кеннета «The Byzantine Background to the Italian Renaissance» получила награду имени Джона Фредерика Льюиса от Американского философского общества уже в 1957 году, а в дальнейшем он удостаивался её ещё дважды — в 1984 за «The Papacy and the Levant», и в 1990 за «Venice, Austria and the Turks in the 17th Century».

## Работы
- Christian Attitude Towards the Emperor in the Fourth Century (англ.). — New York: Columbia University Press, 1941. — 239 p. — (Studies in History, Economics, and Public Law, vol. 482). — ISBN 978-0-231-87976-7. — doi:10.7312/sett90642.
- A History of the Crusades :  [англ.] : in 6 vol. / ed. by Kenneth M. Setton et all. — Second ed. — Madison ; London : University of Wisconsin Press, 1969—1989.
- Setton, Kenneth M. The Papacy and the Levant (1204–1571) (4 vols.). — Philadelphia : The American Philosophical Society, 1976–1984. — ISBN 978-0-87169-114-9.
- Venice, Austria and the Turks in the 17th Century (англ.). — Philadelphia: American Philosophical Society, 1991. — 516 p. — ISBN 978-0-87169-192-7.
- Catalan Domination of Athens, 1311–1388 (англ.). — Cambridge, MA: Mediaeval Academy of America, 1948. — 323 p.
- The Age of Chivalry (англ.). — Washington: National Geographic Society, 1968. — 378 p.
- Europe and the Levant in the Middle Ages and Renaissance (англ.). — London: Variorum Reprints, 1974. — 412 p. — (Collected Studies series).
- Athens in the Middle Ages (англ.). — London: Variorum Reprints, 1975. — 270 p. — (Collected Studies series).